# Margaret Okayo
Margaret Okayo (Masaba, 30 de maio de 1976) é uma meio-fundista e maratonista profissional do Quênia.
Em maio de 2006 era a recordista da lendária Maratona de Boston, prova que venceu em 2002.